# Ernst Trygger

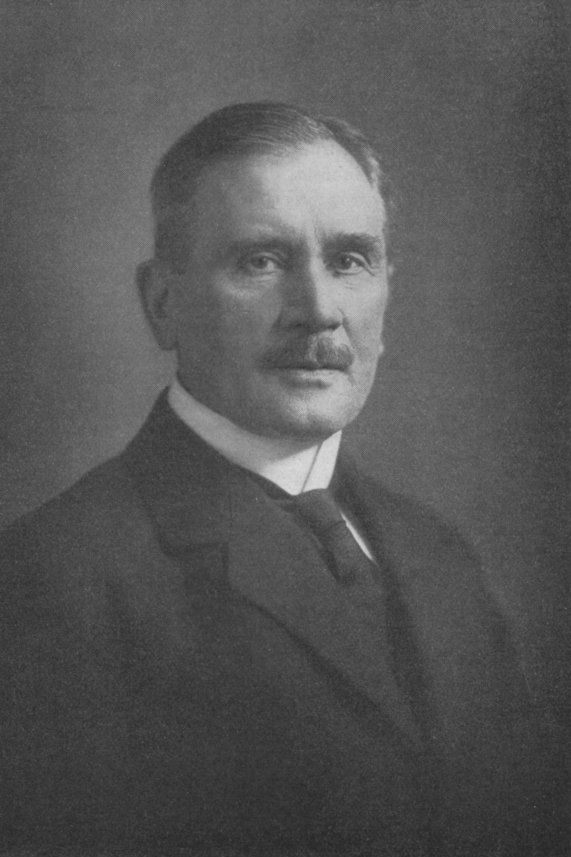
Ernst Trygger.

Ernst Trygger (Norrmalm, 27 oktober 1857 - Stockholm, 23 september 1943) was een Zweeds rechtsgeleerde, politicus en premier.

## Studies en beroepsloopbaan
Als zoon van een officier studeerde Trygger rechtswetenschappen aan de Universiteit van Uppsala. Na het einde van zijn studies en zijn promotie tot doctor in de rechten werd hij in 1889 professor rechtswetenschappen aan de Universiteit van Uppsala. In deze functie maakte hij van 1895 tot 1898 ook deel uit van de Commissie voor het Onderzoek van de Basis van de Unie met Noorwegen. Van 1905 tot 1907 was hij rechter bij het Zweedse Hooggerechtshof.

## Politieke loopbaan

### Parlementair mandaat
In 1898 werd Trygger lid van de Zweedse Senaat en bleef dit tot in 1937. Hij vertegenwoordigde de Nationale Partij, voorganger van de Gematigde Partij. Als afgevaardigde liet hij zich opmerken als een goed redenaar met een diepe conservatieve visie.
In 1909 werd hij de voorzitter van de conservatieve fractie van de Senaat en was van 1913 tot 1933 vervolgens fractieleider van de Nationale Partij in de Senaat. Rond deze periode was hij samen met zijn politieke rivaal Arvid Lindman een tegenstander van nieuwe stromingen die ijverden voor een verdere democratisering door het invoeren van algemeen stemrecht. Toch aanvaardde hij dat er in 1921 in Zweden algemeen kiesrecht ingevoerd werd en dat het politiek landschap daardoor zou veranderen.
Tijdens de Eerste Wereldoorlog was hij in het geheim een adviseur van koning Gustaaf V.

### Premierschap
Na de sociaaldemocratische regering onder leiding van Hjalmar Branting op 29 april 1923 ontslag nam, werd hij door koning Gustaaf V benoemd tot de nieuwe premier van Zweden. Hij leidde wel een minderheidsregering.
De regering moest zich bezighouden met enkele problemen, zoals de militaire vraag enerzijds en de vluchtelingenkwestie ten gevolge van de Eerste Wereldoorlog anderzijds. Zijn naar compromis strevende politiek slaagde echter niet en hij kreeg maar weinig steun van de Sociaaldemocraten en de Liberalen.
In de herfst van 1923 gebeurde er een kabinetscrisis. Buitenlandminister Carl Hederstierna koos bij het conflict tussen de Sovjet-Unie en Finland openlijk de zijde van Finland en dit zorgde voor spanningen in de relaties tussen Zweden en de Sovjet-Unie, waardoor het geplande handelsakkoord van beide landen dreigde tegengehouden worden. Ook was het een gevaar voor de Zweedse neutraliteitspolitiek. De kabinetscrisis werd opgelost door Hederstierna op 11 november 1923 als minister te ontslaan.
Hoewel de conservatieven versterkt uit de verkiezingen van 1924 kwam, werd Hjalmar Branting van de Sociaaldemocratische Partij op 19 oktober 1924 belast met een regeringsvorming. Dit kwam omdat deze partij de grootste fractie in het parlement had. De Sociaaldemocratische Partij beloofde ook om een oplossing te vinden voor het militair probleem van Zweden, waardoor ze de steun kreeg van de Liberale Partij.
Van oktober 1928 tot juni 1930 was Trygger minister van Buitenlandse Zaken in de regering van zijn voormalige politieke rivaal Arvid Lindman. In 1930 verliet hij de politiek om terug als professor te werken op de Universiteit van Uppsala.
- Bibsys: 90734368
- Gemeinsame Normdatei: 133789861
- International Standard Name Identifier: 0000 0001 1611 6460
- Library of Congress Control Number: no2010161814
- Nederlandse Thesaurus van Auteursnamen: 186882963
- LIBRIS: 249075
- Système universitaire de documentation: 165500476
- Virtual International Authority File: 27446173
- WorldCat: E39PBJdcDdPjW4RXJVhF6X4pfq